# Бърчево
 Тази статия е за селото в България.  За селото в Република Македония вижте Бърчево (Община Струга).  
Бърчево е село в Южна България, община Рудозем, област Смолян.

## География
Село Бърчево се намира в планински район. Бърчево е разположено в землището на село Войкова лъка.